# Negishi Shingorō

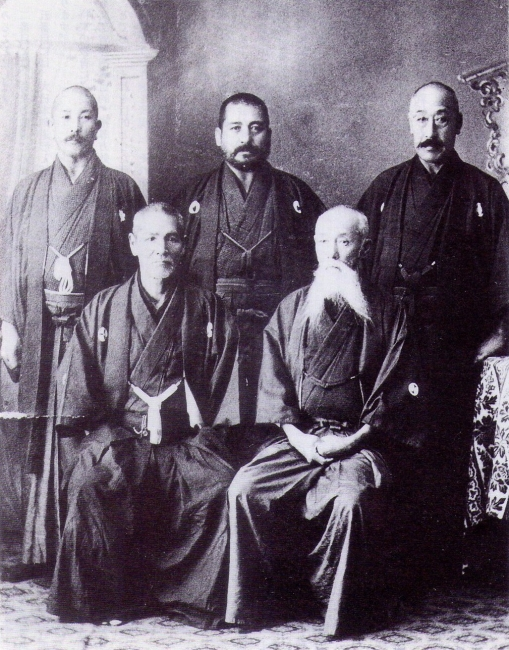
Ủy ban Dai Nippon Teikoku Kendo Kata. Negishi Shingorō (1844 - 1913) đang ngồi ở phía trước bên phải với Tsuji Shinpei (Shingyoto Ryu) bên cạnh ông. Ở phía sau từ phải sang trái: Takano Sasaburo (Itto Ryu), Monna Tadashi (Hokushin Itto Ryu) và Naito Takaharu (Hokushin Itto Ryu). Bức ảnh được chụp từ năm 1912.

Negishi Shingorō (根岸信五郎 (Căn Ngạn Tín Ngũ Lang) 15 tháng 1 năm 1844 – 15 tháng 9 năm 1913) là một samurai từ phiên Nagaoka cuối thời Bakumatsu, là trưởng môn đời thứ 6 và cuối cùng của võ đường Shindō Munen-ryū từ thời xa xưa, đây cũng chính là nơi khởi nguồn học phái kiếm thuật lừng danh của Nhật Bản.

## Tiểu sử
Negishi Shingorō chào đời tại Echigo, với tên gọi hồi nhỏ là Makino Shingorō, con trai của gia đình cầm quyền phiên Echigo Nagoaka. Tuy nhiên, khi còn rất trẻ, ông được Negishi Yorosaemon, một trong những phán quan của phiên nhận làm con nuôi. Khi còn là một thiếu niên, Shingorō đã dấy lên niềm đam mê với kiếm thuật, và theo học Nomura Tetsuya, trưởng môn cuối cùng của phái Nagaoka Han Den thuộc Shindō Munen-ryū. Năm 1863, Shingorō tạm thời rời khỏi phiên địa để theo học Shindō Munen-ryū tại võ đường Renpeikan (練兵館) ở Edo (nay là Tokyo).
Ở Renpeikan, Shingorō học hỏi võ nghệ từ Saito Yakuro và các con là Shintaro và Yoronosuke. Ông cũng có quyền luyện tập với những võ sư nổi tiếng khác, và thu được lợi ích từ lời khuyên của họ. Một năm sau khi gia nhập Renpeikan, Shingoro đã nhận được giấy phép Shihan-dai từ Shintaro và năm 1865, ông được trao Menkyo với giấy phép Inkyo. Khi vừa lấy Inkyo, Shingoro bị gia tộc mình gọi trở về quê.
Trong thời gian lưu lại Edo, Shingorō ngày càng trở nên thẳng thắn về chính trị, có lẽ do ảnh hưởng của senpai từ phiên Chōshū. Phiên Nagaoka được huy động cho chiến tranh vào mùa xuân năm 1868, và tham gia vào cuộc chiến tranh Boshin như một phần của Liên minh phương Bắc (lực lượng từ 32 phiên). Từ ngày 4 tháng 5 đến ngày 15 tháng 9, phiên này đã chiến đấu chống lại quân đội triều đình, tham gia trận Hokuetsu (北越戦争), trận chiến đẫm máu nhất trong chiến tranh Boshin.
Shingorō đã xoay xở để sống sót sau những xung đột ban đầu không bị ảnh hưởng. Vào ngày 10 tháng 9, ông tham gia vào nhiệm vụ chiếm lại lâu đài. Ngày 15 tháng 9 năm 1868, ông bị thương nặng trong cuộc phản công của quan quân, góp phần đánh tan các lực lượng của Ainu và Nagaoka. Sau chiến tranh Boshin, Shingorō trở về Edo, nơi ông đóng vai trò là người kế vị của Shintaro.
Năm 1885, ông đã mở võ đường Yushinkan nổi tiếng (有信館道場). Năm 1888, ông được Lực lượng Cảnh sát Thủ đô Tokyo thuê để dạy kiếm phái Keshi-cho Ryu Kitachi/Iai và Gekiken cho Đội Cảnh vệ Hoàng gia của Thiên hoàng tại võ đường Saineikan.
Ngày 26 tháng 3 năm 1906, Shingorō được Dai Nippon Butokukai tuyên bố là Hanshi của Shindō Munen-ryū.
Sau khi nổi tiếng với việc chiến thắng một số trận đấu đỉnh cao, năm 1912, ông được Dai Nippon Butoku Kai mời tham gia ủy ban chịu trách nhiệm tạo ra Dai Nippon Teikoku Kendo Kata, tiền thân của Kendo-no-Kata ngày nay.
Một trong những môn sinh của ông là Nakayama Hakudō (1872-1958) đã có công phát triển iaido và kendo.